# Rauville-la-Place
Rauville-la-Place é uma comuna francesa na região administrativa da Normandia, no departamento Mancha. Estende-se por uma área de 11,94 km². Em 2010 a comuna tinha 379 habitantes (densidade: 31,7 hab./km²).